# Joan Salvia
Joan Salvia (Catalunya, segle XX) és un jugador de tennis de taula català.
Competí amb el Club Ariel i Club de 7 a 9, amb el qual guanyà dos campionats d'Espanya per equips (1963, 1964). A nivell individual, es proclamà dues vegades campió d'Espanya de dobles (1965, fent parella amb Jordi Ibáñez, 1969, amb Joan Marquès), i, a nivell provincial, fou campió de Barcelona de dobles mixtos (1971), fent parella amb Pilar Lupón. Internacional amb la selecció espanyola, participà al Campionat d'Europa de 1964.